# Кубок Ізраїлю з футболу 2014—2015
Кубок Ізраїлю з футболу 2014–2015 — 76-й розіграш кубкового футбольного турніру в Ізраїлі. Титул здобув Маккабі (Тель-Авів).

## Регламент
Кубкова стадія складається з двох раундів: регіонального та національного, саме з національного раунду (1/16 фіналу) стартують клуби Прем'єр-ліги.

## 1/16 фіналу
| Команда 1                    | Рахунок         | Команда 2                           |
| ---------------------------- | --------------- | ----------------------------------- |
| 13 січня 2015                |                 |                                     |
| Гів'ят Олга (3)              | 1:2             | Маккабі (Петах-Тіква)               |
| Шікун Хамізрах (3)           | 1:0             | Хапоель (Мигдаль-ха-Емек) (3)       |
| Хапоель Марморек (3)         | 0:3             | Хапоель (Афула) (2)                 |
| Холон (5)                    | 1:4             | Маккабі Секція (Маалот-Таршиха) (3) |
| Бней (Ейлат) (3)             | 1:2             | Хапоель (Кфар-Сава) (2)             |
| Хапоель (Раанана)            | 2:1             | Бней-Єгуда (2)                      |
| Хапоель (Петах-Тіква)        | 2:1             | Хапоель (Бней-Лод) (2)              |
| Маккабі (Назарет) (2)        | 3:1             | Маккабі (Нетанья)                   |
| Хапоель (Хайфа)              | 0:0 дч пен. 2:4 | Ашдод                               |
| Маккабі (Герцлія) (2)        | 0:1             | Хапоель (Беер-Шева)                 |
| Хапоель (Акко)               | 0:2             | Хапоель (Кір'ят-Шмона)              |
| 14 січня 2015                |                 |                                     |
| Хапоель (Рамат-ха-Шарон) (2) | 1:3 дч          | Маккабі (Хайфа)                     |
| Бейтар (Тель-Авів) (2)       | 1:4             | Маккабі (Тель-Авів)                 |
| 15 січня 2015                |                 |                                     |
| Маккабі (Явне) (2)           | 1:0             | Хапоель (Кір'ят-Шмона)              |
| Хапоель (Рішон-ле-Ціон) (2)  | 1:2             | Хапоель (Тель-Авів)                 |
| Хапоель (Ашкелон) (3)        | 3:3 дч пен. 3:1 | Бейтар (Єрусалим)                   |

## 1/8 фіналу
| Команда 1             | Рахунок         | Команда 2                           |
| --------------------- | --------------- | ----------------------------------- |
| 27 січня 2015         |                 |                                     |
| Маккабі (Петах-Тіква) | 1:0             | Хапоель (Петах-Тіква)               |
| Маккабі (Тель-Авів)   | 1:0             | Хапоель (Ашкелон) (3)               |
| 28 січня 2015         |                 |                                     |
| Хапоель (Раанана)     | 0:1 дч          | Хапоель (Беер-Шева)                 |
| Хапоель (Тель-Авів)   | 0:2             | Хапоель (Кфар-Сава) (2)             |
| Маккабі (Хайфа)       | 1:1 дч пен. 1:3 | Хапоель (Кір'ят-Шмона)              |
| 29 січня 2015         |                 |                                     |
| Хапоель (Афула) (2)   | 3:0             | Маккабі Секція (Маалот-Таршиха) (3) |
| Маккабі (Явне) (2)    | 5:1             | Шікун Хамізрах (3)                  |
| Маккабі (Назарет) (2) | 2:1             | Ашдод                               |

## Чвертьфінали
| Команда 1                | Заг.    | Команда 2             | 1-й матч | 2-й матч |
| ------------------------ | ------- | --------------------- | -------- | -------- |
| 10 лютого/4 березня 2015 |         |                       |          |          |
| Хапоель (Афула) (2)      | 2:2 (ч) | Маккабі (Петах-Тіква) | 0:0      | 2:2      |
| Хапоель (Кфар-Сава) (2)  | 1:2     | Маккабі (Назарет) (2) | 1:1      | 0:1      |
| Маккабі (Явне) (2)       | 1:4     | Хапоель (Беер-Шева)   | 0:3      | 1:1      |
| 25 лютого/4 березня 2015 |         |                       |          |          |
| Хапоель (Кір'ят-Шмона)   | 1:4     | Маккабі (Тель-Авів)   | 1:1      | 0:3      |

## Півфінали
| Команда 1           | Рахунок | Команда 2             |
| ------------------- | ------- | --------------------- |
| 29 квітня 2015      |         |                       |
| Маккабі (Тель-Авів) | 3:0     | Маккабі (Назарет) (2) |
| Хапоель (Афула) (2) | 0:7     | Хапоель (Беер-Шева)   |

## Фінал
| 20 травня 2015 19:30 (CET) |

| Хапоель (Беер-Шева)   | 2:6      | Маккабі (Тель-Авів)                             |
| --------------------- | -------- | ----------------------------------------------- |
| Хобан 34' Бузагло 57' | Протокол | Пріца 21', 47', 52' Зів 28' Захаві 58' Раді 62' |

| Саммі Офер, Хайфа Глядачів: 30 000 Арбітр: Зів Адлер |